# Pieni-Naakkima
Pieni-Naakkima eller Vähä Naakkima är en sjö i Finland. Den ligger i kommunen Pieksämäki i landskapet Södra Savolax, i den södra delen av landet, 250 km nordost om huvudstaden Helsingfors. Pieni-Naakkima ligger 111,3 meter över havet. Arean är 3,31 kvadratkilometer och strandlinjen är 13,07 kilometer lång. Sjön  ingår i Kymmene älvs huvudavrinningsområde. 